# Łęknica (Srokowo)
Łęknica (deutsch Löcknick) ist ein Dorf in der polnischen Woiwodschaft Ermland-Masuren. Es gehört zur Gmina Srokowo (Landgemeinde Drengfurth) im Powiat Kętrzyński (Kreis Rastenburg).

## Geographische Lage
Łęknica liegt in der nördlichen Mitte der Woiwodschaft Ermland-Masuren, 13 Kilometer südöstlich der einstigen Kreisstadt Gerdauen (heute russisch Schelesnodoroschny) bzw. 23 Kilometer nordöstlich der heutigen Kreismetropole Kętrzyn (deutsch Rastenburg).

## Geschichte
Legnicken – um 1785 Löckeningken und um 1895 Löcknicken genannt – wurde vor 1492 gegründet und bestand aus dem Dorf und einem Gut sowie einem 1,5 Kilometer südwestlich gelegenen zum Gut gehörenden Waldhaus.
1818 kam das Dorf zum neugegründeten ostpreußischen Kreis Gerdauen. Im Jahre 1874 wurden die Landgemeinde und der Gutsbezirk Löcknick in den neu errichteten Amtsbezirk Bajohren (1938 bis 1945 Amtsbezirk Großblankenfelde) des Kreises Gerdauen eingegliedert. Vor 1892 wurde das Gut in die Landgemeinde integriert. 1935 erhielt Löcknitz den Gemeindestatus.
In Kriegsfolge wurde Löcknick 1945 mit dem gesamten südlichen Ostpreußen an Polen überstellt und erhielt die polnische Namensform „Łęknica“. Heute ist das Dorf Sitz eines Schulzenamtes (polnisch Sołectwo) und gehört zum Verbund der Landgemeinde Srokowo (Drengfurth) im Powiat Kętrzyński (Kreis Rastenburg), bis 1998 der Woiwodschaft Olsztyn, seither der Woiwodschaft Ermland-Masuren zugehörig.

### Einwohnerzahlen
| Jahr | Gemeinde | Gut | Gesamt |
| ---- | -------- | --- | ------ |
| 1820 | 134      | 62  | 196    |
| 1885 | 287      | 89  | 376    |
| 1905 |          |     | 284    |
| 1910 |          |     | 233    |
| 1933 |          |     | 367    |
| 1939 |          |     | 331    |
| 2011 |          |     | 39     |

## Kirche
Bis 1945 war Löcknick in die evangelische Kirche Assaunen in der Kirchenprovinz Ostpreußen der Kirche der Altpreußischen Union, außerdem in die katholische Kirche St. Bruno Insterburg (heute russisch Tschernjachowsk) im damaligen Bistum Ermland eingegliedert, zwischen 1905 und 1932 aber zur katholischen Gemeinde Guter Hirt in Angerburg (polnisch Węgorzewo) umgepfarrt.
Heute gehört Łęknica zur katholischen Heiligkreuzkirche Srokowo im jetzigen Erzbistum Ermland sowie zur evangelischen Kirche Brzeźnica (Birkenfeld), einer Filialkirche der Johanneskirche Kętrzyn in der Diözese Masuren der Evangelisch-Augsburgischen Kirche in Polen.

## Verkehr
Łęknica liegt an einer Nebenstraße, die Wilczyny (Wolfshagen) mit Asuny (Assaunen) verbindet. Aus den Nachbarorten Jegławki (Jäglack) sowie Brzeźnica (Birkenfeld) enden außerdem Nebenstraßen in Łęknica.
Eine Anbindung an den Bahnverkehr besteht nicht mehr. Bis 1945 war Löcknick Bahnstation an der von den Rastenburger Kleinbahnen befahrenen Bahnstrecke Barten–Nordenburg, die in Kriegsfolge nicht reaktiviert worden ist.